# Dierentuin Simón Bolívar
Dierentuin Simón Bolívar (Spaans: Parque Zoológico y Jardín Botánico Nacional Simón Bolívar) is de dierentuin van de Costa Ricaanse hoofdstad San José. De dierentuin werd geopend in 1921 en is daarmee de oudste van het land. Dierentuin Simón Bolívar is vernoemd naar de Zuid-Amerikaanse vrijheidsstrijder Simón Bolívar. De collectie omvat hoofdzakelijk inheemse diersoorten.

## Beschrijving
Dierentuin Simón Bolívar is 2,5 hectare groot en gelegen in het noorden van de wijk (barrio) Amón aan de oever van de Río Torres. De dierentuin werd geopend op 24 juli 1921. Eerder werd in 1916 een botanische tuin (Jardín Botánico Nacional) geopend op hetzelfde terrein.
De dierentuin heeft ongeveer negentig soorten in de collectie. Het merendeel bestaat uit inheemse soorten, zoals apen, jaguar, kleine beren, roofvogels, papegaaien, toekans, sjakoehoenders en spitssnuitkrokodillen. De enige exoot die in het park wordt gehouden is de blauwe pauw, hoewel er tot 2016 ook nog een leeuw in het park leefde. De mannelijke leeuw Kivú verhuisde in december 2016 naar Rescate Wildlife Rescue Center (voorheen Rescate Animal Zoo Ave), waarna het dier in februari 2017 door nierfalen overleed. Hij was in 1999 samen met zijn in 2011 overleden zus Kariba vanuit La Habana Zoo naar Zoo Simón Bolívar gekomen. De tuinopzet omvat in grote lijnen een buitenste cirkel en een binnenste cirkel waar langs de verblijven liggen. Er is ook een klein gebouw met terraria met kleine reptielen en kikkers.